# Права человека в Болгарии
Хотя Болгария вступила в Европейский союз в 2007 году, соблюдение в государстве норм в области прав человека несовершенно: так, во-первых, хотя СМИ страны в целом считаются объективными и независимыми, в Болгарии отсутствуют законы, защищающих их от вмешательства государства. Второй значительной проблемой является переполненность тюрем.
Полицейских иногда обвиняют в издевательствах над заключенным и использовании незаконных методов ведения следствия.
Конституция страны гарантирует свободу вероисповедания, хотя со стороны местных властей имели место попытки применить специальные регистрационные требования для некоторых религиозных групп. Судопроизводственные задержки и неэффективность работы сотрудников органов судебной власти делают защиту конституционных прав проблематичной в отдельных случаях.

## Цыганское меньшиство
В стране имеют место многочисленные случаи неподобающего обращения с представителями цыганского населения со стороны болгарской полиции. В стране существует широко распространенная практика дискриминации в отношении цыган в болгарское общество, и на данный момент болгарское правительство не приняло каких-либо законов против дискриминации цыган Сотрудники Государственной безопасности Болгарии, зачастую произвольно арестуют и жестоко обращаются с беспризорными детьми цыганской национальности. Высокий процент цыганских детей не посещает школу, как из-за бедности, так и из-за нехватки учителей, которые говорят на их родном языке.

## Свобода вероисповедания
Конституция предусматривает свободу вероисповедания; однако, закон также запрещает публичное исполнение религиозных ритуалов незарегистрированными группами. Конституция также закрепляет статус православие как «традиционной» религии. Существуют отчёты о дискриминации, основанной на вероисповедании. Проявления общественности нетерпимости, в частности в СМИ, в отношении некоторых религиозных группы по-прежнему является периодически всплывающей проблемой.